# John A. : La Naissance d'un pays
 (février 2014).
Si vous disposez d'ouvrages ou d'articles de référence ou si vous connaissez des sites web de qualité traitant du thème abordé ici, merci de compléter l'article en donnant les références utiles à sa vérifiabilité et en les liant à la section « Notes et références ».
Pour plus de détails, voir Fiche technique et Distribution.
John A. : La Naissance d'un pays (John A. : Birth of a Country en anglais) est un téléfilm canadien réalisé par Jerry Ciccoritti et qui a été diffusé en anglais le 19 septembre 2011 à la télévision de la CBC et plus tard en français le vendredi 28 juin 2013 à la Télévision de Radio-Canada (aujourd'hui ICI Radio-Canada Télé).
Ce téléfilm raconte les événements dramatiques de la confédération canadienne en 1867, basée sur le livre non-fictive John A. : The Man Who Made (probablement en traduction francophone John A. : L'homme qui nous a fait) de Richard Gwyn.
Le téléfilm a gagne deux trophées de la catégorie des Prix Écrans canadiens (Canadian Screen Awards) lors du 1re cérémonie des Prix Écrans canadiens le 3 mars 2013, pour un acteur remarquable du téléfilm ou de la mini-série (Doyle) et supportant l'acteur du drame de la programmation ou une série (Outerbridge). Il gagne aussi la haute direction (Jerry Ciccoritti) et l'écriture (Bruce M. Smith) pour les trophées.

## Distribution
- Shawn Doyle (V. Q. : Yves Soutière) : John Alexander Macdonald, premier ministre du Canada-Uni
- Peter Outerbridge (V. Q. : Marc-André Bélanger) : George Brown
- David La Haye (V. Q. : Lui-même) : George-Étienne Cartier
- Aidan Devine (V. Q. : Frédéric Desager) : John Sandfield Macdonald
- Patrick McKenna (V. Q. : Tristan Harvey) : Alexander Galt
- Michelle Nolden (V. Q. : Anne Bédard) : Anne Brown
- Peter MacNeill : Allan MacNab
- Rob Stewart
- Ted Atherton
- Steve Cumyn : Spence
- Neil Foster : Président #2
- Frank McAnulty : Président #3
- Jean-Michel Le Gal (V. Q. : Jacques Lussier) : Dorion
- Cédric Smith (V. Q. : Jean-Marie Moncelet) : Edmond Head
- Christian Martyn : Hugh John Macdonald
- Derek Keurvorst : Morrison
- Michelle Giroux : Isabella
- Hume Baugh : Gordon Brown
- Karen Waddell : Margaret MacDonald
- Nick Spencer : Éditeur à l'assemblée
- Desmond Ellis : Président #4
- Matt Cooke : Cracken
- Julie LeGal : Luce Cullivier
- John Stoneham Sr. : L'homme au bar
- David Boyce : L'un des officiers des élections
- Dave Nichols : US Envoy
- John Gillespie : Tom Nelsen
- Grahame Wood : Henry Smith
- Ardon Bess	: Chief Barber
- Sally Cahill : Eliza Grimason
- Joe Silvaggio : Toothless Man
- Donald Burda : Le Révérend Wilkinson
- Derek Herd : Ministre du cabinet de George Brown
- Doug Hicton : secrétaire de Viscount Monck's
- Johnny Larocque : officier

Sources et légendes : Version québécoise (V. Q.)